# Colorado (film 1967)
Colorado (wł. La resa dei conti) – włosko-hiszpański spaghetti western z 1967 roku w reżyserii Sergia Sollimy. 
Zdjęcia plenerowe do filmu kręcono w Tabernas w Andaluzji oraz w regionie Madrytu (Puerto de Navacerrada). Światowa premiera filmu miała miejsce 4 marca 1967 roku we Włoszech. Film doczekał się  kontynuacji zatytułowanej Corri uomo corri (1968).

## Fabuła
Podczas wesela córki, Brokston prosi Jonathana Corbetta, aby schwytał Meksykanina Manuela Sancheza, podejrzewanego o zgwałcenie i zamordowanie dwunastoletniej dziewczynki. Corbett rozpoczyna pościg, lecz Cuchillo ciągle mu się wymyka.

## Obsada
- Lee Van Cleef – Jonathan Corbett
- Tomás Milián – Manuel "Cuchillo" Sanchez
- Luisa Rivelli – Lizzie Miller
- Tom Felleghy – Chet Miller
- Roberto Camardiel – szeryf San Antonio
- Walter Barnes – Brokston
- Gérard Herter – baron Von Schulenberg
- María Granada – Rosita Sanchez[4]